# Onthophagus denticulatus
Onthophagus denticulatus là một loài bọ cánh cứng trong họ Bọ hung (Scarabaeidae).